# Hektor Mülich
Hector Mülich (Augsburg, 1420 körül – 1489 októbere/1490 októbere között), augsburgi kereskedő és krónikás.

## Életrajza

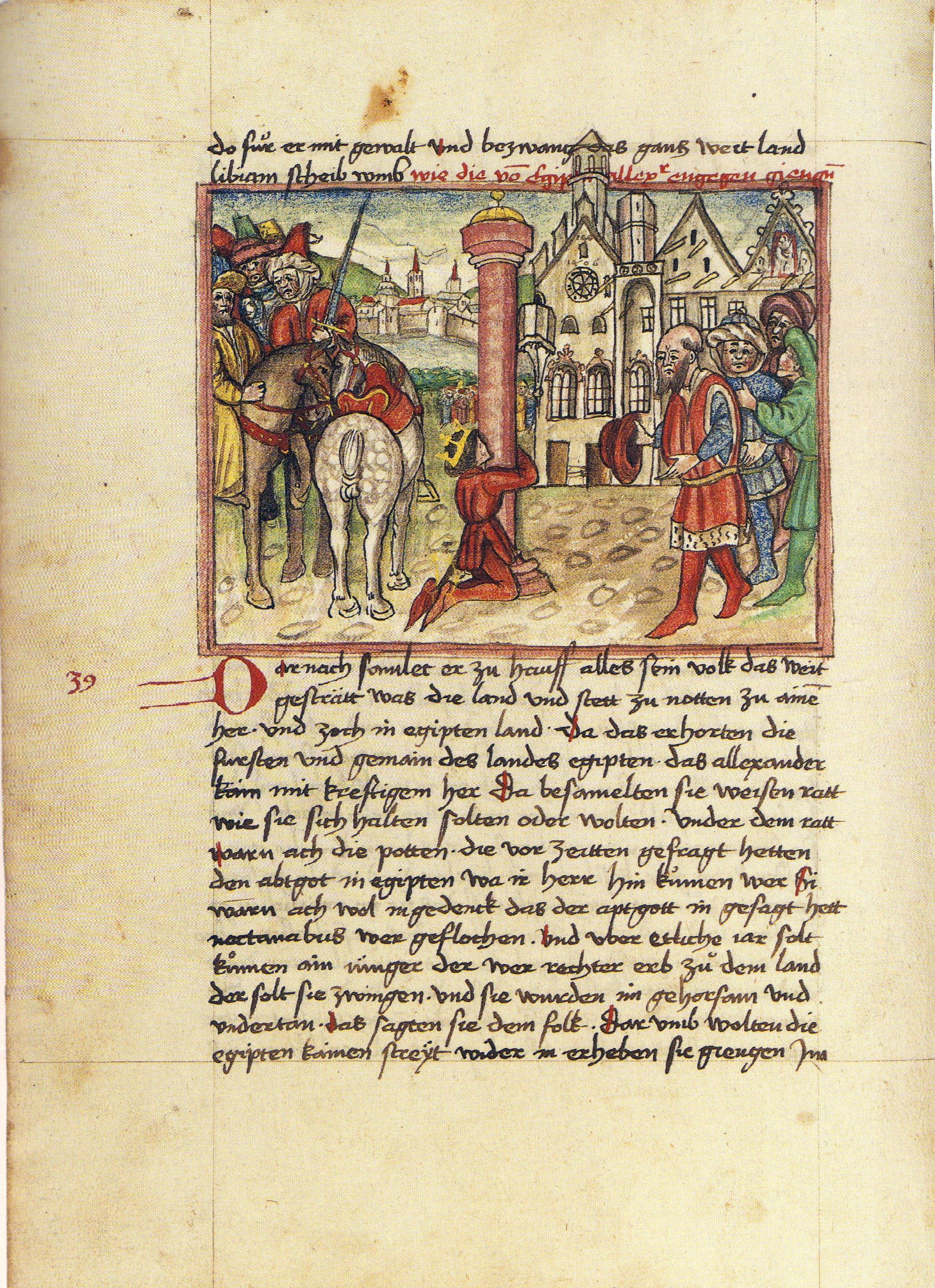
Hector Mülich egyik saját kezű illusztrációja

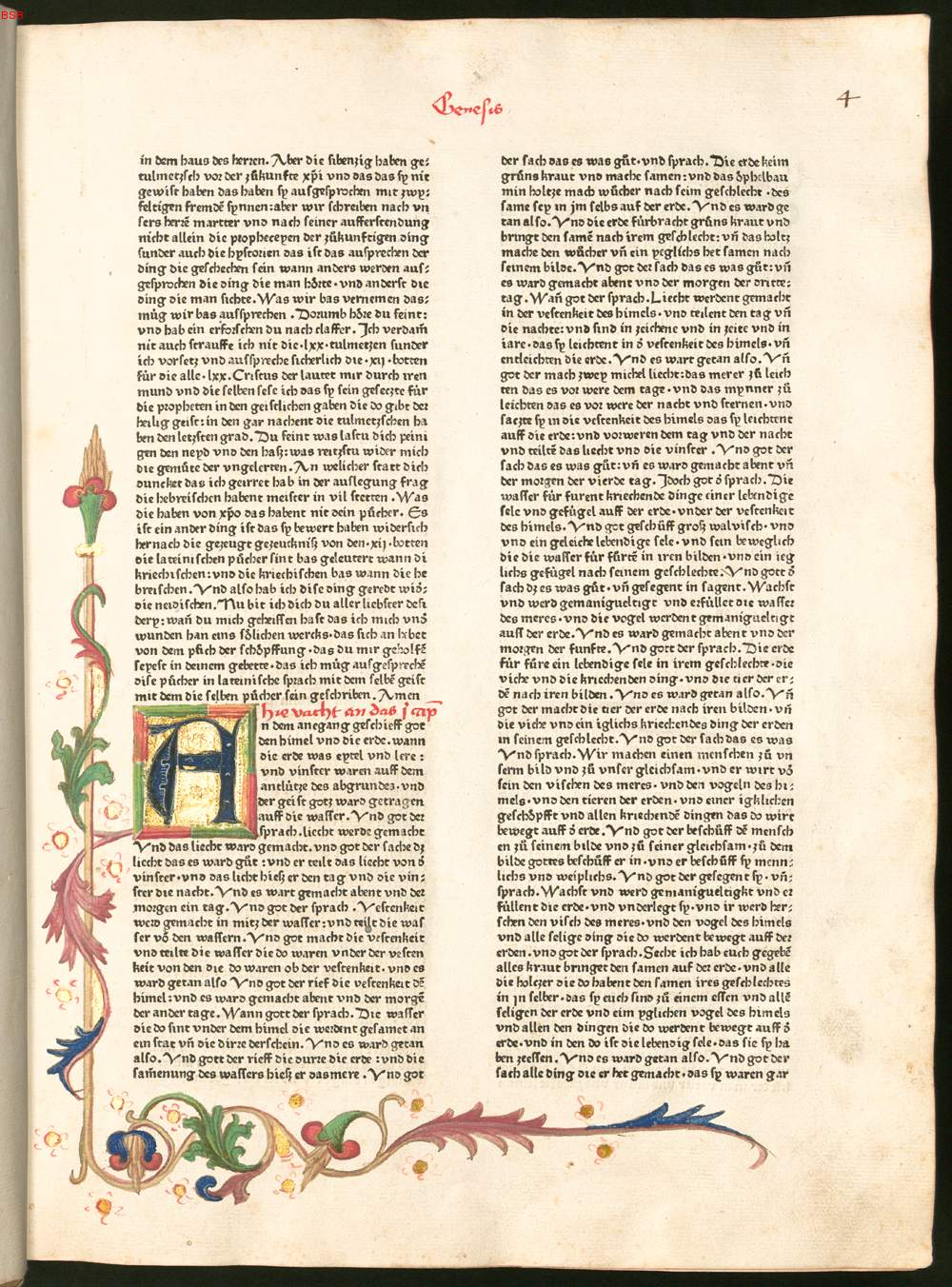
A Mentelin biblia egy oldala

Hector Mülich 1420 körül született Augsburgban egy jómódú német kereskedő család sarjaként. Híres könyvgyűjtő volt. Saját könyvtára számára lemásolta és összegyűjtötte a kor népszerű szellemi és didaktikus műveit. Néhány kézirata fennmaradt, amelyeket részben Jörg nevű testvérével együtt másoltak le és azt kézzel illusztrálták is, de gyűjteménye része volt az 1466-ból való Mentelin-biblia egy nyomtatott példánya és az Ausburgi krónika is.